# 交響曲第3番 (ドヴォルザーク)
交響曲第3番 変ホ長調 作品10, B. 34 は、アントニン・ドヴォルザークが1873年に作曲した交響曲であり、ドヴォルザークの全交響曲中、最初に初演された交響曲である。

## 概要
1873年の4月に着手され、同年7月4日に完成した本作は、讃歌『白山の後継者たち』（作品30, B. 27）の成功に自信を深め、結婚（同年11月17日）を目前に控えた気力の充実した時期の作品である。このため、意欲的な作品となっており、当時の流行でもあったリヒャルト・ワーグナーの影響を積極的に取り入れた作品である。ドヴォルザークがこの作品をオーストリア政府の奨学生募集に提出したところ、これがエドゥアルト・ハンスリックらの注目をひき、1875年から400グルテンの奨学金を得られることになった。
初演は翌1874年3月29日にプラハで、ベドルジハ・スメタナの指揮により行われた。出版はドヴォルザークの死後8年が経った1912年だが、当時は現在の『第5番 ヘ長調』（作品76, B. 54）が「第3番」として出版されており、本作は番号なしの作品として出版された。

## 楽器編成
ピッコロ、フルート2、オーボエ2、コーラングレ、クラリネット2、ファゴット2、ホルン4、トランペット2、トロンボーン3、チューバ、ティンパニ、トライアングル、ハープ、弦五部。

## 曲の構成
全3楽章、演奏時間は約35分。ドヴォルザークの全9曲ある交響曲のうち、3楽章構成で書かれているのは本作のみである。
- 第1楽章 アレグロ・モデラート
変ホ長調、8分の6拍子、ソナタ形式。

第1番から第6番までの第1楽章のうち、この曲のみ提示部の反復指定がない。第2主題らしきものはあるが第1主題に対して独立性がなく、再現部で現れないので単一主題的な趣が強い。

- 第2楽章 アダージョ・モルト、テンポ・ディ・マルチャ
嬰ハ短調、4分の2拍子、三部形式。

- 第3楽章 アレグロ・ヴィヴァーチェ
変ホ長調、4分の2拍子、ロンド形式（A-B-A-B-A-コーダ）。